# Åmyrtjärnen (Vilhelmina socken, Lappland)
Åmyrtjärnen är en sjö i Vilhelmina kommun i Lappland och ingår i Ångermanälvens huvudavrinningsområde.